# Joburg Open 2014
Het Joburg Open is een golftoernooi van de Sunshine Tour dat sinds 2007 ook meetelt voor de Europese Tour. De editie van 2014 werd gespeeld van 6 t/m 9 februari, wederom op de Oostbaan en de Westbaan van de Royal Johannesburg & Kensington Golf Club. Er doen 210 spelers mee. Titelverdediger is de Zuid-Afrikaan Richard Sterne. Het prijzengeld is weer € 1.300.000. 
Voor het eerst zullen de top 3 spelers zich rechtstreeks kwalificeren voor deelname aan het Brits Open dat in 2014 in Liverpool gespeeld wordt.

## Verslag

### Ronde 1
Vier spelers gingen na ronde 1 aan de leiding, Alastair Forsyth, Edoardo Molinari en Justin Walters maakten een ronde van 64, hetgeen -7 is, maar op de andere baan maakte Craig Lee  een score van 65 hetgeen ook -7 is. Direct daarachter staat Robert-Jan Derksen met zeven anderen op de 5de plaats. Thomas Pieters begon op hole 1 met een triple-bogey en speelde de rest van de ronde level par. 

Edouard Dubois maakte op hole 5 van de Westbaan een hole-in-one. 

### Ronde 2
Edoardo Molinari en Craig Lee bleven na een ronde van -4 aan de leiding, op de derde plaats kwam David Horsey na een ronde van 63 (-8) op de West Course. 
Derksen stond na acht holes op +4, maar ten slotte maakte hij op de laatste twee holes zijn enige twee birdies en haalde daardoor net de cut.

### Ronde 3
De beste ronde was een 63 (-9) van Thomas Aiken, die daardoor met een totaal van -17 aan de leiding ging. Later moest hij die plaats delen met landgenoot Justin Walters. Robert-Jan Derksen maakte een goede ronde van 67 en steeg naar de 18de plaats.

### Ronde 4
Walters en Aiken speelden samen in de laatste partij en stonden met -18 aan de leiding. Ze maakten echter beiden een bogey op hole 8 terwijl hun landgenoot George Coetzee op dat moment op hole 10 naar -18 ging. Dat was niet zijn laatste birdie zodat hij met drie slagen voorsprong won. Derksen had een goede score en eindigde op een gedeeld 10de plaats. 
De top-3 hebben zich gekwalificeerd voor het Brits Open. Omdat de tweede plaats door drie spelers werd gedeeld. viel Tyrrell Hatton af, omdat hij op de laagste plaats van de wereldranglijst stond.
- Scores

| Naam               | R2D | OWGR | Score R1 | Score R1 | Nr   | Score R2 | Score R2 | Totaal | Nr  | Score R3 | Score R3 | Totaal | Nr  | Score R4 | Score R4 | Totaal | Nr  |
| ------------------ | --- | ---- | -------- | -------- | ---- | -------- | -------- | ------ | --- | -------- | -------- | ------ | --- | -------- | -------- | ------ | --- |
| George Coetzee     | 28  | 74   | 65       | -6       | T5   | 68       | -4       | -10    | T3  | 69       | -3       | -13    | T5  | 66       | -6       | -19    | 1   |
| Justin Walters     | 146 | 207  | 64       | -7       | T1   | 70       | -2       | -9     | T5  | 64       | -8       | -17    | T1  | 73       | +1       | -16    | T2  |
| Jin Jeong          | 75  | 235  | 65       | -7       | T    | 69       | -2       | -9     | T   | 66       | -6       | -15    | 3   | 71       | -1       | -16    | T2  |
| Tyrrell Hatton     | 31  | 276  | 67       | -4       | T    | 69       | -3       | -7     | T   | 69       | -1       | -10    | T9  | 66       | -6       | -16    | T2  |
| Thomas Aiken       | 23  | 127  | 70       | -2       | T27  | 65       | -6       | -8     | T11 | 63       | -9       | -17    | T1  | 74       | +2       | -15    | T5  |
| David Horsey       | =   | 245  | 70       | -2       | T27  | 63       | -8       | -10    | T3  | 70       | -2       | -12    | 7   | 71       | -1       | -13    | T10 |
| Robert-Jan Derksen | 69  | 227  | 65       | -6       | T5   | 74       | +2       | -4     | T54 | 67       | -5       | -9     | T18 | 68       | -4       | -13    | T10 |
| Roope Kakko        | 113 | 201  | 70       | -2       | T27  | 64       | -7       | -9     | T5  | 67       | -5       | -14    | 4   | 73       | +1       | -13    | T10 |
| Alastair Forsyth   | 119 | 840  | 64       | -7       | T1   | 70       | -2       | -9     | T5  | 68       | -4       | -13    | T5  | 76       | +4       | -9     | T31 |
| Edoardo Molinari   | 64  | 220  | 64       | -7       | T1   | 68       | -4       | -11    | T1  | 72       | par      | -11    | 8   | 75       | +3       | -8     | T37 |
| Craig Lee          | 85  | 195  | 65       | -7       | T1   | 67       | -4       | -11    | T1  | 74       | +2       | -9     | T18 | 75       | +3       | -6     | T49 |
| Thomas Pieters     | 163 | 1110 | 74       | +3       | T187 | 73       | +1       | +4     | MC  |          |          |        |     |          |          |        |     |

| Leider |  | West Course |  | East Course |  | MC = missed cut = cut gemist |  | R2D |  | OWGR |

## Spelers
| Europese Tour - Thomas Aiken - Connor Arendell - Matthew Baldwin - Seve Benson - Lucas Bjerregaard - Richard Bland - Grégory Bourdy - Kristoffer Broberg - Daniel Brooks - Gaganjeet Bhullar - François Calmels - Jorge Campillo - Ariel Cañete - Johan Carlsson - Magnus A. Carlsson - Marco Crespi - Jens Dantorp - Carlos Del Moral - Robert-Jan Derksen - Robert Dinwiddie - Chris Doak - Jack Doherty - David Drysdale - Simon Dyson - Nacho Elvira - Niclas Fasth - Ross Fisher - Mark Foster - Ricardo González - Tano Goya - Emiliano Grillo - John Hahn - JB Hansen - Søren Hansen - Andreas Hartø - Tyrrell Hatton - James Heath - David Horsey - David Howell - Scott Jamieson - Jin Jeong - Roope Kakko - Shiv Kapur - Simon Khan - Maximilian Kieffer | - Kim Si-hwan - Søren Kjeldsen - Jason Knutzon - Mikko Korhonen - Peter Lawrie - Craig Lee - Thomas Levet - Alexander Lévy - Tom Lewis - Shane Lowry - Mikael Lundberg - Stuart Manley - Damien McGrane - Jamie McLeary - Edoardo Molinari - James Morrison - Matthew Nixon - Wade Ormsby - Adrian Otaegui - Brinson Paolini - John Parry - Andrea Pavan - Kevin Phelan - Thomas Pieters - Alvaro Quiros - Victor Riu - Eduardo de la Riva - Robert Rock - Adrien Saddier - Ricardo Santos - Charl Schwartzel - Patrik Sjöland - Lee Slattery - Gary Stal - Graeme Storm - Andy Sullivan - Simon Wakefield - Anthony Wall - Paul Waring - Marc Warren - Romain Wattel - Steve Webster - Peter Whiteford - Danny Willett - Fabrizio Zanotti | Sunshine Tour rangorde (op rang) - James Kingston - Richard Sterne - Michiel Bothma - Pablo Martín Benavides - Warren Abery - Garth Mulroy - George Coetzee - Hennie Otto - Shaun Norris - Branden Grace - Keith Horne - Darren Fichardt - Dawie van der Walt - Jaco van Zyl - Oliver Bekker - Chris Swanepoel - Christiaan Basson - Bryce Easton - Justin Harding - Doug McGuigan - Trevor Fisher - Adilson Da Silva - Jake Roos - Merrick Bremner - Jacques Blaauw - Andrew Curlewis - Tjaart van der Walt - Jean Hugo - Dean Burmester - Heinrich Bruiners - Neil Schietekat - J.J. Senekal - Ulrich van den Berg - Jbe' Kruger - Louis de Jager - Charl Coetzee - Desvonde Botes - Jaco Ahlers - Titch Moore - Vaughn Groenewald - Danie van Tonder - Ruan de Smidt - Justin Walters - Allan Versfeld - Michael Hollick - James Kamte - Dylan Frittelli - PH McIntyre - Ryan Cairns - Brandon Pieters | - Martin Du Toit - Graham Van der Merwe - Alex Haindl - Jared Harvey - Lyle Rowe - Wallie Coetsee - Tyrone Ferreira - Divan van den Heever - Ross McGowan - Peter Karmis - Colin Nel - Keenan Davidse - Tyrone Mordt - Hendrik Buhrmann - Steve Surry - Mark Williams - Atti Schwartzel - Bradford Vaughan - Matthew Carvell - Jake Redman - Anthony Michael - Grant Muller - Thabo Maseko - Francesco Laporta - Mark Murless - Ockie Strydom - Steven Ferreira - Nic Henning - André Cruse - Alan McLean - Derik Ferreira - Lindani Ndwandwe - MJ Daffue - Daniel Greene - Yubin Jung - Andrew Georgiou - Theunis Spangenberg Invitaties - Greg Jacobs - Brady Watt - Ryan Strauss - Sipho Bujela - Brandon Stone - T I Mazibuko - Toto Thimba Jr - Teboho Sefatsa - Joel Sjöholm - Jamie Elson - Richard Finch - Phillip Price - Chris Gane |